# Уорик (окръг, Индиана)
Вижте пояснителната страница за други значения на Уорик.
Окръг Уорик (на английски: Warrick County) е окръг в щата Индиана, Съединени американски щати. Площта му е 995 km², а населението е 63 898 души (1 април 2020). Административен център е град Бунвил.